# Ситигахама
Ситигахама (яп. 七ヶ浜町 Ситигахама-мати) — посёлок в Японии, находящийся в уезде Мияги префектуры Мияги. Площадь посёлка составляет 13,27 км², население — 19 508 человек (31 июля 2014), плотность населения — 1470,08 чел./км².

## Географическое положение
Посёлок расположен на острове Хонсю в префектуре Мияги региона Тохоку. С ним граничат города Сендай, Тагадзё, Сиогама.

## Население
Население посёлка составляет 19 508 человек (31 июля 2014), а плотность — 1470,08 чел./км². Изменение численности населения с 1980 по 2005 годы:
| 1980 | 16 393 чел. |  |
| 1985 | 18 106 чел. |  |
| 1990 | 19 523 чел. |  |
| 1995 | 20 668 чел. |  |
| 2000 | 21 131 чел. |  |
| 2005 | 21 068 чел. |  |

## Символика
Деревом посёлка считается Pinus thunbergii, цветком — Nipponanthemum nipponicum.